# J-League Winning Eleven 2009 Club Championship
J-League Winning Eleven 2009 Club Championship è un videogioco a tema calcistico prodotto e sviluppato da Konami e pubblicato da Import nell'anno 2009.